# Marattia weinmanniifolia
Marattia weinmanniifolia är en kärlväxtart som beskrevs av Frederik Michael Liebmann. Marattia weinmanniifolia ingår i släktet Marattia och familjen Marattiaceae. Inga underarter finns listade i Catalogue of Life.